# 灰短脚鹎
灰短脚鹎（学名：Hemixos flavala）为鹎科短脚鹎属的鸟类，俗名粟背短脚鹎。分布于印度沿喜马拉雅山脉东抵中南半岛、南达印度尼西亚以及中国大陆的云南、贵州、广西、湖南、广东、福建等地，多生活于海拔1600米以下的山地和平坝的雨林、次生阔叶林、沟谷林、针叶林、针阔混交林或林缘以及或栖于山村附近路边树丛中。该物种的模式产地在Sub-Himalayan山脉。

## 亚种
- 灰短脚鹎云南亚种（学名：Hemixos flavala bourdellei）。在中国大陆，分布于云南等地。该物种的模式产地在老挝Xieng-Khouang。[2]
- 灰短脚鹎华南亚种（学名：Hemixos flavala canipennis）。分布于越南以及中国大陆的贵州、广西、湖南、江西、广东、福建等地。该物种的模式产地在福建。[3]
- 灰短脚鹎指名亚种（学名：Hemixos flavala flavala）。分布于印度沿喜马拉雅山脉至缅甸、向南经印度至缅甸以及中国大陆的云南等地。该物种的模式产地在Sub-Himalayan山脉。[4]